# Octodesmus kamoli
Octodesmus kamoli är en skalbaggsart som beskrevs av Michio Chujo 1964. Octodesmus kamoli ingår i släktet Octodesmus och familjen kapuschongbaggar. Inga underarter finns listade i Catalogue of Life.